# Бомбардовање Солуна 1916.
Бомбардовање Солуна 1916. била је организована активноси војске централних сила, која је спроведена у више наврата у период од фебруара до маја 1916. године из цепелина, који је спадао у веће ваздухоплове те врсте по величини, класе „Р”. Због мале дубине фронта, Солун, са налазио на само 50 километара од предње линије фронта, и непријатељским цепелинима је било лако да под окриљем ноћи изврше бомбардовање. 

## Предуслови
Након састанка Британског ратног савета 21. јануара 1916. на коме је учествовао и председник француске владе Аристид Бријан, одлучено је да се одрже и ојачају савезничке трупе на Солуском фронту и да се Солун претвори у офанзивну базу. Тада је решено и питање где ће бити упућена српска војска после опоравка и реорганизације на Крфу. Већ средином априла 1916, прве српске трупе су искрцане су на полуоству Халкидики недалеко од Солуна како би се, у близини манастира Хиландара који је за српске војнике имао велику симболичку вредност, увежбавале пред излазак на прве линије фронта.
Гомилање војске, које је следило након албанске голготе, привукло је пажњу војске централних сила, које су почетком 1916. године прикупљале све више информација о гомилању савезничких трупа свих родова. Тако је лучка варош Солун, убрзо постала, не само међународна, већ и вишеконфесионална област на југу Балканског полуострва, и као таква стратешки циљ за бомбардовање ос стране војске централних сила.
Након ових информација у зиму и пролеће 1916. све више су се кретали цепелини Немачке војске од Баната преко моравске и вардарске долине до новог фронта крај Солуна.

## Морнаричко цепелинска база у Темишвару
Ради што бољег уочавања кретања и ометања непријатељских аероплана, Немци су у Великом рату имали морнаричку цепелинску базу која је била смештена у Темишвару, који је вековима био у саставу Аустроугарске монархије, као једне од припадница војске централних сила у рату.
База је била тако опремљена да се у њој производио и неопходни водоник за пуњење цепелина, простим раздвајањем воде на два основна елемента кисеоник и водоник. 
Како Немци и Аустријанци нису сматрали да у Краљевини Србији има икаквих објеката које ваља бомбардовати из ваздуха великим цепелинима, из темишварске базе цепелини су летели само неколико пута и вршили извиђања, све до слома српске државе. 
У овој бази је био је стациониран и један од великих цепелина напуњених водоником, са ознаком Л. З. 85, који је спадао у веће по величини, класе „Р”. Дужина му је била 198 м, имао је две гондоле, четири мотора са максималном брзином лета од 103 километра на час. Био је наоружан са пет митраљеза, и више од једне тоне бомби, док је посаду чинило 19 особа.

## Казнени походи цепелина на Солун
Под окриљем ноћи у првој половини 1916. одиграло се неколико бомбардовања Солуна: 
Прво бомбардовање — обављено је између 31. јануара и 1. фебруара 1916. године,
Друго бомбардовање — одиграло се месец и по дана доцније у ноћи између 17. и 18. март. 
Треће бомбардовање — обављено је 4. на 5. мај 1916. овога пута неуспешно, јер се завршило рушењем цепелина. 
Обарање цепелина 5. маја 1916.
Током трећег бомбардовања Солуна, британски артиљерци су били приправни и на време су отворили шрапнелску ватру са ратне лађе „Агамемнон”. Шрапнели су оштетили моторе цепелина Л. З. 85 и он је након губитка висине убрзо пао на земљу. 
Посада је била довољно прибрана и на време је све авио-бомбе које је имала и даље у себи (са 1.350 кг експлозива) бацила у море око ушћа Вардара. Мањи део цепелинских бомби које нису пале у море, а преживеле су пад и пожар цепелина, касније су проналазили и деактивирали српски ветерани, који су то урадили потпуно смирено и без страха што је савезнике задивило.
Након принудног слетања у рит делте Вардара посада је одмах потпалила цепелин како га савезници не би могли запленити.

## Акција заробљавања посаде цепелина
Након што се 5. маја 1916. разданило одмах су кренуле савезничке потере да се посада цепелина зароби, уколико је преживела пад. Од српских јединица, које су кренуле у ту хајку, био је и Трећи комбиновани пук у чијем је саставу тада била и солунска ђачка чета, коју је чинио разред матураната рођених 1896. 

Главни посао налажења и заробљавања посаде цепелина обавио је брзо, ефикасно и без неке велике муке, војвода Јован Бабунски (1875—1920) са својом четничком јединицом. Српски војници су посаду нашли 6. маја у риту у коме су хтели да на пролетњем сунцу покушају да осуше влажну одећу. Ухваћене Немце војвода Бабунски је предао оближњој француској коњици која је такође била у потери. 
Тога дана, 6. маја 1916, већ по подне су војска Антанте и варошани Солуна увелико су сазнали шта се десило и ко је заробио посаду палог цепелина. Французи су још једном били одушевљени брзином војводе Бабунског, који је од њих, због тог и још других подвига примио, 14. фебруара 1918, Орден Легије части петог степена (витешког) и то управо од Канцеларије државних ордена Француске. Орден му је, пред целим стројем покрај Преспе, на јуначка прса ставио ђенерал А. Гијом (1863—1940).
Једини Немац из посаде који је ипак успео да се врати у свој састав био је командант цепелина капетан корвете Петер Штрасер (1876—1918).

## Остаци цепелина
Алуминијумски велики костур обореног цепелина, који су једно врем чували српски војници на месту где је уништен, касније су пребачени на кеј поред Беле куле у Солуну. 
И војници и грађани су долазили да виде уживо пропалу грдосију која их је претходних месеци бомбардовала. Сачувана застава Л. З. 85, која се вијорила на крми и преживела пожар, данас се налази у Ратном музеју у Паризу, док је једну од његове четири потисне елисе узео као трофеј адмирал Х. Фајлер (1864–1934) командант „Агамемнона” и држао је на зиду у својој кајути. Од алуминијумског лима и разних профила војници су правили различите сувенире повезане са тим догађајем, а било је занимљивих платнених марамица са одштампаним цртежом крхотине и краћим текстом...